# Rochetoirin
Rochetoirin és un municipi francès situat al departament de la Isèra i a la regió d'Alvèrnia-Roine-Alps. L'any 2007 tenia 985 habitants.

## Demografia

### Població
El 2007 la població de fet de Rochetoirin era de 985 persones. Hi havia 342 famílies de les quals 48 eren unipersonals (8 homes vivint sols i 40 dones vivint soles), 101 parelles sense fills, 165 parelles amb fills i 28 famílies monoparentals amb fills.
La població ha evolucionat segons el següent gràfic:
Habitants censats

### Habitatges
El 2007 hi havia 375 habitatges, 345 eren l'habitatge principal de la família, 16 eren segones residències i 14 estaven desocupats. 352 eren cases i 23 eren apartaments. Dels 345 habitatges principals, 307 estaven ocupats pels seus propietaris, 34 estaven llogats i ocupats pels llogaters i 4 estaven cedits a títol gratuït; 1 tenia una cambra, 8 en tenien dues, 33 en tenien tres, 97 en tenien quatre i 206 en tenien cinc o més. 282 habitatges disposaven pel capbaix d'una plaça de pàrquing. A 112 habitatges hi havia un automòbil i a 216 n'hi havia dos o més.

### Piràmide de població
La piràmide de població per edats i sexe el 2009 era:
| Homes | Edats   | Dones |
| ----- | ------- | ----- |
| 0     | 95 o +  | 0     |
| 0     | 90 a 94 | 0     |
| 0     | 85 a 89 | 4     |
| 0     | 80 a 84 | 4     |
| 4     | 75 a 79 | 8     |
| 20    | 70 a 74 | 12    |
| 4     | 65 a 69 | 16    |
| 28    | 60 a 64 | 8     |
| 20    | 55 a 59 | 24    |
| 28    | 50 a 54 | 36    |
| 36    | 45 a 49 | 12    |
| 52    | 40 a 44 | 60    |
| 40    | 35 a 39 | 32    |
| 40    | 30 a 34 | 56    |
| 20    | 25 a 29 | 4     |
| 12    | 20 a 24 | 16    |
| 32    | 15 a 19 | 40    |
| 48    | 10 a 14 | 48    |
| 40    | 5 a 9   | 44    |
| 48    | 0 a 4   | 36    |

## Economia
El 2007 la població en edat de treballar era de 644 persones, 477 eren actives i 167 eren inactives. De les 477 persones actives 445 estaven ocupades (241 homes i 204 dones) i 32 estaven aturades (15 homes i 17 dones). De les 167 persones inactives 62 estaven jubilades, 65 estaven estudiant i 40 estaven classificades com a «altres inactius».

### Ingressos
El 2009 a Rochetoirin hi havia 349 unitats fiscals que integraven 1.011 persones, la mediana anual d'ingressos fiscals per persona era de 20.272,5 €.

### Activitats econòmiques
Dels 99 establiments que hi havia el 2007, 3 eren d'empreses alimentàries, 1 d'una empresa de fabricació de material elèctric, 24 d'empreses de fabricació d'altres productes industrials, 18 d'empreses de construcció, 24 d'empreses de comerç i reparació d'automòbils, 2 d'empreses de transport, 2 d'empreses d'hostatgeria i restauració, 1 d'una empresa d'informació i comunicació, 6 d'empreses financeres, 5 d'empreses immobiliàries, 8 d'empreses de serveis, 2 d'entitats de l'administració pública i 3 d'empreses classificades com a «altres activitats de serveis».
Dels 28 establiments de servei als particulars que hi havia el 2009, 8 eren tallers de reparació d'automòbils i de material agrícola, 4 paletes, 2 guixaires pintors, 3 fusteries, 2 lampisteries, 3 electricistes, 2 empreses de construcció, 2 restaurants, 1 agència immobiliària i 1 saló de bellesa.
Dels 2 establiments comercials que hi havia el 2009, 1 era una fleca i 1 una sabateria.
L'any 2000 a Rochetoirin hi havia 26 explotacions agrícoles que ocupaven un total de 660 hectàrees.

## Equipaments sanitaris i escolars
El 2009 hi havia una escola elemental.

## Poblacions més properes
El següent diagrama mostra les poblacions més properes.